# Полигамия в Казахстане
Практика многожёнства имеет в Казахстане длинную историю. Официально было принято решение исключить её из числа уголовно наказуемых актов в 1998, тогда это был единственный случай среди стран Центральной Азии.
Будучи незаконным, многожёнство собрало ряд предложений по её легализации, самое последнее относится к 2008 году. Аналогичный законопроект был и в 2007 году, но парламент не дал ему ходу. В феврале 2011 года кандидат в президенты Асылбек Амантай Хантемирулы заявлял легализацию многожёнства как одну из позиций своей предвыборной кампании.
Многие защитники легализации многожёнства в Казахстане утверждали, что легализация многожёнства поможет сбалансировать несбалансированное население, когда другие, ссылаясь на Коран и считали это аргументом за легализацию. Коран разрешает мужчине вступать в брак с несколькими женщинами, до 4-х жен, при условии, что он будет обращаться с ними одинаково и способен финансово обеспечивать их всех.
Оппоненты утверждали, что такая практика опасна для общества, тогда как другие отмечали легализацию как дискриминацию против женщин, тогда как она не будет позволять полиандрию. Всё это разжигало социальные дебаты.
В настоящее время многожёнство, как и многомужество законодательно запрещены в Казахстане (ст. 11 РК «О браке и семье»)

## История
Центральный комитет Туркестанской Автономной Советской Социалистической Республики 14 июня 1921 года принял декрет о запрете многожёнства и уплаты калыма (выкупа за невесту). Эти запреты сохранялись и в законодательстве союзных республик, в том числе и Казахской ССР. Многожёнство каралось в уголовном порядке.
В 2001 году Амангельды Айталы (парламентарий) попытался инициировать внесение поправки в закон о семье и браке, чтобы узаконить институт многоженства. Но депутатский корпус одобрения не дал.
В 2008 году в проект обновленного кодекса «О браке и семье» внесли норму о многоженстве. Но депутатский корпус одобрения не дал. Тогда против этой идеи выступила депутат парламента Бахыт Сыздыкова, которая требовала узаконить и многомужество. Но авторов предложенной нормы о многоженстве журналистам не удалось установить.

## Мнения
Опрос общественного мнения в 2004 году обозначил, что 40 % казахских мужчин поддерживают идею легализации многожёнства, тогда как только 22 % женщин поддерживают это, да и то с оговорками.
В свою очередь, опрос проведенный в 2013 году среди женщин южных регионов Казахстана (районов, где более всего развиты архаичные тенденции) обозначил, что 80 % выступают против легализации многожёнства.
Гани Касымов допускает многожёнство с оговоркой, что никто не будет ущемлен в правах. Алдан Смаил (Депутат мажилиса парламента РК) разделяет его точку зрения.
Председатель Союза мусульман Казахстана Мурат Телибеков считает, что не стоит применять светские законы к такой сфере, как брак и семья.
Депутат Жуматай Алиев считает необходимым, наряду с легализацией многожёнства, снизить и брачный возраст до 14 лет.